# Laferté-sur-Amance
Laferté-sur-Amance là một xã thuộc tỉnh Haute-Marne trong vùng Grand Est đông bắc nước Pháp. Xã này nằm ở khu vực có độ cao trung bình 229 mét trên mực nước biển.